# Spoorwegen
De spoorwegen of spoorsector is de bedrijfstak die het spoorvervoer verzorgt. Zonder het lidwoord 'de' kan spoorwegen ook opgevat worden als het meervoud van spoorweg. De standaardbedrijfsindeling van het Nederlandse CBS deelt de spoorsector in bij 'Vervoer en opslag'

## Vormen van spoorvervoer

### Spoorwegsystemen
Een spoorwegsysteem is een vorm van spoorvervoer. Voorbeelden zijn tramnetten, metronetten en het hoofdspoorwegnet. Deze spoorsystemen verschillen wezenlijk van elkaar en zijn niet uitwisselbaar, op enkele specifieke uitzonderingen na. Bij de term "Spoorwegen" denkt men meestal aan spoorvervoer over het hoofdspoorwegnet. Kenmerkend voor hoofdspoorwegnetten is dat ze vervoer over lange afstanden bieden, met meerdere treinsoorten.

### Treinsoorten
Een treinsoort is een soort of categorie van treindiensten op een hoofdspoorwegnet. Voorbeelden van treinsoorten zijn stoptreinen, sneltreinen en goederentreinen.

### Treinen en spoorweg
Een spoorwegsysteem is een combinatie van treinen en spoorwegen.
In vakjargon kan het woord trein zowel slaan op de vervoerdienst, als op de railvoertuigen. Een verzamelnaam van railvoertuigen is rollend materieel. 
De term spoorlijn verwijst vaak naar de verbinding, en dus naar de vervoerswaarde van de railverbinding. Spoorweg of spoorbaan verwijzen meestal naar de constructie. Spoorinfrastructuur verwijst vaak naar de economische waarde van een spoorwegnet.

## Geschiedenis
Spoorvervoer is in het begin van de 19e eeuw in Engeland ontstaan als innovatie in de mijnbouw. Werk in kolenmijnen was zwaar en gevaarlijk, en dus bestond er grote behoefte aan hulpmiddelen om dit werk te verlichten. Een hulpmiddel was het gebruik van karretjes die over spoor reden, om de steenkool in te vervoeren; dan hoefden de kolen niet meer in manden op de rug vervoerd te worden. Aanvankelijk werden houten rails gebruikt, later kwamen rails van gietijzer beschikbaar. Het gebruik van rails zorgde ervoor dat de rolweerstand laag was, zo konden meer kolen vervoerd worden. De karretjes werden verplaatst met handkracht, met paarden of door ze van een helling te laten rollen.
In de mijnen was ook behoefte aan arbeidsvermogen om grondwater weg te pompen en om liften te bewegen. Aanvankelijk werd hiervoor handkracht, paardenkracht of waterkracht gebruikt, maar later werden stoommachines ingeschakeld. Vervolgens werd bedacht dat men de stoommachine ook voor het vervoer van de kolenkarretjes zou kunnen gebruiken. Richard Trevithick was in 1804 de eerste die een stoommachine op de rails zette. Zijn probleem was dat de gietijzeren rails niet bestand waren tegen het gewicht van de stoommachine en geregeld braken. Later is dit opgelost door rails van gewalst staal te gebruiken.
In 1825 werd de Stockton and Darlington Railway geopend, bedoeld als verbinding om kolen van de mijn naar de haven te brengen. Locomotiefbouwer George Stephenson bewerkstelligde dat voor deze verbinding stoomtractie in plaats van paardentractie werd gebruikt. Bovendien werd besloten de lijn openbaar toegankelijk te maken, zodat hij ook voor andere zaken dan het vervoer van kolen gebruikt kon worden. Het was min of meer een verrassing dat de lijn ook voor reizigersvervoer erg in trek bleek. Door dit succes werd de lijn een voorbeeld voor andere spoorwegen, die spoedig volgden.
De eerste spoorwegen waren vooral aangelegd voor het goederenvervoer. Al vrij snel kwamen ook de eerste rijtuigen voor het vervoer van personen. Er waren open rijtuigen met zitbanken en de meer comfortabele postkoetscarrosserieën, toegankelijk met zijdeuren, die op spooronderstellen gemonteerd werden. Pas later zijn er rijtuigen gekomen waar reizigers aan de balkonuiteinden konden instappen en van rijtuig tot rijtuig konden doorlopen.
Zoals begin 21e eeuw de telecommunicatie als de drijvende industrie wordt gezien, gold dat in de 19e eeuw voor de spoorwegen. Er ontstonden ondernemingen die treindiensten uitvoerden op spoorwegen die ze zelf aanlegden en beheerden. De ondernemingen werden in de loop van de tijd samengevoegd. Dat leidde tot het ontstaan van nationale spoorwegondernemingen.
Vanaf 1995 geldt de afspraak tussen de Europese lidstaten dat spoorbeheer en spoorvervoer door verschillende ondernemingen uitgevoerd moeten worden, en dat spoorvervoerders treindiensten mogen aanbieden op spoor van elke spoorwegbeheerder.

### België
Op mei 1835 reed de eerste trein De Pijl op het Europese vasteland: van Brussel naar Mechelen. België had zich in 1830 van Nederland afgescheiden en kon daardoor geen gebruik meer maken van waterwegen op Nederlands grondgebied. Het gevolg was dat de haven van Antwerpen afgesneden raakte van haar Duitse achterland en dus had België met spoed een alternatieve vervoerwijze nodig. Koning Leopold I had George Stephenson ontmoet en koos voor de toen revolutionair nieuwe spoorwegtechniek en koos ervoor een spoorwegnet van staatswege aan te leggen. Omdat de spoorwegen door de staat aangelegd werden, kon het natuurlijk niet zo zijn dat alleen Antwerpen daarvan profiteerde: het moest een nationaal dekkend netwerk worden. Zo ontstond een netwerk met een Noord-Zuidlijn en een Oost-Westlijn die elkaar in Mechelen kruisten; Mechelen werd het middelpunt van het Belgische spoorwegnet. In 1843 werd de Duitse grens bereikt. In 1926 werd de Nationale Maatschappij der Belgische Spoorwegen (NMBS) opgericht. Het nam de spoorlijnen en activiteiten van de Belgische Staatsspoorwegen over. Net als de Staatsspoorwegen nam de NMBS private spoorwegondernemingen over; de laatste in 1958. Vanaf 1995 verplichtten Europese regels om het spoorbeheer en het spoorvervoer te scheiden. Dat leidde in 2005 uiteindelijk tot de oprichting van spoorwegbeheerder Infrabel.

### Nederland
In Nederland reed op 20 september 1839 de eerste trein tussen Amsterdam en Haarlem. Het was een initiatief van de Hollandsche IJzeren Spoorweg-Maatschappij (HIJSM). De locomotief Arend vertrok die dag om precies 13.30 uur vanuit station d'Eenhonderd Roe aan de rand van Amsterdam met een sleep van negen rijtuigen. Ook stoomlocomotief Snelheid reed mee voor het geval dat een van de twee locomotieven uit zou vallen. Na een klein half uur arriveerde de colonne onder muzikale begeleiding en een groot aantal genodigden in Haarlem. Het afgelegde traject bedroeg 16 kilometer. De rit was zeer succesvol en de machinisten, stokers en conducteurs werden beloond met een bonus ter hoogte van een half weekloon. Vier dagen later werd de lijn voor het publiek opengesteld.
De eerste concrete stappen voor een spoorlijn in Nederland waarbij de overheid initiatiefnemer was dateren uit 1839. Koning Willem I kondigde op 30 april 1838 per koninklijk besluit de aanleg van de Rhijnspoorweg aan. Deze verbinding tussen Amsterdam en Arnhem was in 1843 af en werd gebruikt door de Nederlandsche Rhijnspoorweg-Maatschappij (NRS). Willem I had zich persoonlijk garant gesteld voor de rente en aflossing van de lening die nodig was voor de financiering van de aanleg van deze spoorverbinding.
De eerste vier stoomlocomotieven die in Nederland reden, waren door de HSM besteld bij Michael Longridge uit Engeland. Hij was een concurrent van Stephenson en had de bestelling te danken aan het feit dat Stephenson zoveel bestellingen ontving in die tijd, dat hij de vraag niet meer aankon. De ontwikkelingen gingen snel, waardoor de vier locomotieven uiteindelijk in twee nieuwe varianten werden geleverd. Het eerste ontwerp was dat van de Snelheid en de Hoop. Het tweede ontwerp leverde de Arend en de Leeuw op. De eerste locomotief die in 1839 werd geleverd, was de Snelheid. Later volgden de Arend, de Leeuw en de Hoop. Een replica van de Arend is thans te bezichtigen in Het Spoorwegmuseum. De originele Arend is in 1857 gesloopt, omdat hij overbodig was geworden door nieuwere ontwerpen. De replica is in 1938 gebouwd ter ere van het 100-jarig bestaan van de spoorwegen in Nederland. Daarbij is gebruikgemaakt van de ontwerptekening van de Leeuw, die wat ontwerp betreft gelijk was aan de Arend.
Naast de al genoemde NRS en HIJSM ontstonden nog meer private spoorwegen. De Maatschappij tot Exploitatie van Staatsspoorwegen, kortweg Staatsspoor of SS, werd op 26 september 1863 opgericht. Deze onderneming exploiteerde de spoorwegen die door de Nederlandse staat werden aangelegd. Eennperiode van samenvoeging van ondernemingen volgde. Dat eindigde op 2 augustus 1937 in de oprichting van de Nederlandse Spoorwegen, waarin de overgebleven HIJSM en SS opgingen.
Onder invloed van Europese afspraken werd vanaf 1995 het spoorvervoer en het spoorbeheer van elkaar gescheiden. Op 31 mei 1995 werd spoorwegbeheerder Railinfrabeheer opgericht. Op 1 januari 2003 ging Railinfrabeheer op in ProRail. Op 1 januari 2005 werd de verkeersleiding bij ProRail ondergebracht. Daarmee kreeg ProRail zijn huidige vorm.

### Suriname
In Suriname werd in het begin van de twintigste eeuw de Lawaspoorweg gebouwd. Deze liep van Paramaribo naar het eindpunt bij Sarakreek. De lijn, die een grootste lengte van 173 kilometer kende, is gedurende de twintigste eeuw verschillende malen ingekort, tot in 1987 de laatste trein reed.

## Voetnoten
1. ↑  Regelmatig wordt 'rail' gebruikt in plaats van 'spoor', en soms 'verkeer' in plaats van 'vervoer'.
2. ↑  Koetswerk en onderstellen werden bij voertuigen (bussen, auto's, vrachtwagens) altijd apart gebouwd, besteld en hadden vaak andere leveranciers. Pas later (omstreeks 1950) werden wegvoertuigen als een geheel gebouwd. Bij de spoorwegen kwam die integratie eerder.